# DJK Armada Euchen-Würselen
Die DJK Armada Euchen-Würselen e. V. ist ein Mehrspartensportverein mit 946 Mitgliedern (Stand: 1. Januar 2009). Der Verein hat seinen Sitz in Würselen in der Städteregion Aachen. Neben Spitzen- und Wettkampfsport in den drei Abteilungen Fußball, Leichtathletik und Taekwondo bietet der Verein ein breites Spektrum an Familien-, Breiten- und Gesundheitssport an. Mit dem auch für Nichtvereinsmitglieder angebotenen Lauftreff hat die DJK Armada bereits in den 1980er Jahren die zunehmende Bedeutung des Präventionssports erkannt und dieses Angebot über einen Walkingtreff erweitert. Als Mitglied in der Interessengemeinschaft Euchener Hauptkirmes engagiert sich der Verein auch in der Brauchtumspflege und fördert damit die Würselener Jungenspiele.

## Geschichte

### Gründungschronik
Im Jahre 1920, kurz nach der Gründung des DJK-Sportverbandes, ging die DJK Armada Würselen aus dem Jünglingsverein Würselen, St. Sebastian, hervor. Bereits in frühen Jahren zeigten die Leichtathleten große Erfolge, Karl Wals wurde 1927 und 1932 Reichsmeister im Speerwurf. 1934 wurde die DJK Armada Würselen durch die nationalsozialistische Regierung verboten, die meisten Mitglieder fanden beim VfR Würselen ihre sportliche Bleibe.
Am 16. Juni 1950 wurde die DJK Armada neu gegründet. Der damalige 1. Vorsitzende Leo Classen bekleidete dieses Amt schon vor dem Verbot. Aufgrund der fehlenden leichtathletischen Anlagen gelang es Obmann Wilhelm Meisters zunächst nicht, eine Leichtathletikabteilung neu zu gründen, sondern hielt diese Sportart nur bei den alljährlichen Würselener Straßenstaffeln über Wasser. Im Jahr 1970 war der Verein gezwungen, die Sportwiese am Würselener Parkhotel aufzugeben und musste nach Scherberg umziehen. Hierdurch musste die Fußballjugend aufgelöst werden. Indes verlief die Renaissance der Leichtathleten auf Hochtouren. Durch das neue Gymnasium und den dortigen Sportlehrer Franz-Josef Vorderbrügge, jahrelanger Abteilungsleiter Leichtathletik, konnte man an frühere Erfolge anknüpfen. Paul Mainz gelang das seltene Double, in einem Jahr sowohl die deutsche Fünfkampf- als auch die Zehnkampfmeisterschaft für sich zu entscheiden.

### Verschmelzung
Mit Wirkung vom 1. Januar 2006 verschmolzen die Vereine FSG Euchen 1966 e. V., unter der Führung des Vorsitzenden Gunther Moog, und der TuS DJK Armada 1920 Würselen e. V., unter der Führung des Vorsitzenden Eckart Mohren, zur DJK Armada Euchen-Würselen e. V. Mit dieser Verschmelzung entstand ein neuer Großverein mit 1000 Mitgliedern und drei großen Abteilungen.
Die Fußballjugend feierte 2007 ihr 10-jähriges Bestehen. Der Wintercup für Jugendmannschaften bildete den Höhepunkt dieser Feierlichkeiten und fand mit dem FC Schalke 04 den würdigen Sieger eines hochkarätig besetzten Teilnehmerfeldes.

## Erfolge

### Weltmeisterschaften
Am 4. September 2006 errang Claudia Beaujean bei den Taekwondo-Weltmeisterschaften in Seoul die Bronzemedaille im Poomse-(Formen-)Wettbewerb. Im Juni 2010 gewann sie zwei Bronzemedaillen bei der Studenten-Weltmeisterschaft in Vigo, Spanien. Im Oktober 2010 wiederholte Beaujean ihren Erfolg und gewann weitere zwei Bronzemedaillen bei der Weltmeisterschaft in Taschkent, Usbekistan.

### Universiade
Aufgrund ihrer Wettkampferfolge der Saison 2008 wurde Claudia Beaujean für die im Juli 2009 in Belgrad stattfindende Universiade nominiert. Dort belegte sie den 7. Platz.

### Europameisterschaften
Bei den Europameisterschaften 2003 errang Claudia Beaujean die Silbermedaille im Poomse-Wettbewerb. In 2009 gewann sie sowohl Bronze als auch Gold bei der Europameisterschaft in Portimao, Portugal. 2013 errang Claudia Beaujean Gold im Teamwettbewerb und auch im Paarlauf sowie die Silbermedaille im Einzel.

### Deutsche Meisterschaften
Im Februar 2010 gewann Claudia Beaujean zum neunten Male bei den internationalen Deutschen Taekwondo-Meisterschaften den Poomse-Wettbewerb.
Die Marathonmannschaft gehört seit Jahren zur deutschen Spitzenklasse und erreichte im Jahr 2001 in der Besetzung Jörg Achten, André Collet und Martin Lohbreyer den 4. Platz bei den deutschen Meisterschaften. In den Jahren 1927 und 1932 errang Karl Wals die Reichsmeisterschaft im Speerwurf.